# Hieracium ceresianum
Hieracium ceresianum es una especie de planta con flor del género Hieracium, de la familia Asteraceae, orden Asterales.

## Distribución
Hieracium ceresianum se distribuye por España.

## Taxonomía
Fue descrita científicamente por Mateo, Egido & Gómiz. Fue publicada en Flora Montiber. 63: 36 (2016).